# Filtre passaalt

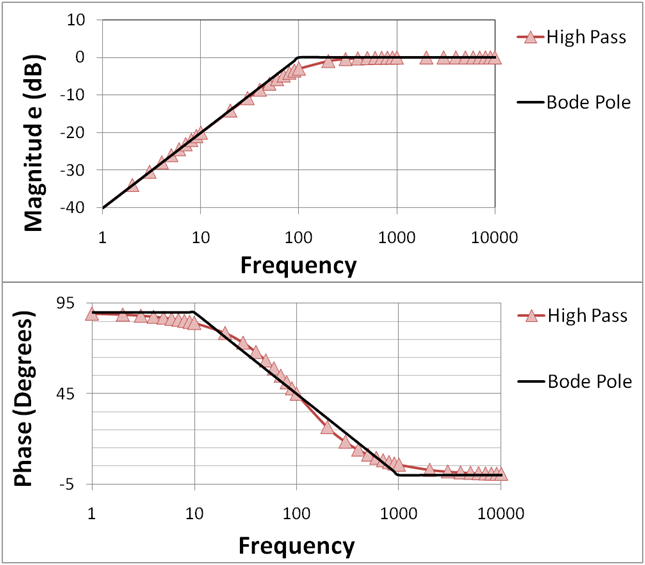
Diagrama de Bode d'un filtre passaalt.

Un filtre passaalt és un filtre electrònic que permet el pas de les altes freqüències amb poques dificultats o fins i tot amplificant el senyal (en els filtres actius, però que atenua, és a dir, redueix l'amplitud, dels senyals de freqüències més baixes que la freqüència de tall, definida pel dissenyador. El filtre passaalt té la funció contrària del filtre passabaix, i la combinació dels dos filtres esmentats dona com a resultat un filtre passabanda.

## Filtre passaalt de primer orde

Esquema d'implementació d'un filtre passaalt passiu analògic realitzat amb un circuit RC (resistència més condensador)

El filtre passaalt passiu més simple consisteix en un condensador en sèrie al senyal d'entrada i amb una resistència en paral·lel a l'entrada d'aquest senyal, tal com es mostra a la figura.
Si s'estudia el circuit (amb components ideals) per a freqüències molt baixes que tendeixen a la continua, veiem que el condensador es comporta com un circuit obert, per tant no deixarà passar el corrent a la resistència, i la diferència de tensió serà zero. Per a freqüències molt altes, idealment infinita, el condensador es comportarà com un curtcircuit, com si no estigués, per tant la caiguda de tensió en la resistència serà la mateixa que la tensió d'entrada, el que significa que deixa passar tot el senyal.
La funció de transferència del filtre és:
{\displaystyle H(s)={s \over s+1/RC}}
El producte de la resistència i el condensador (R×C) és la constant de temps, el recíproc del qual és la freqüència de ressonància, on el mòdul de la resposta en freqüència baixa 3 dB respecte al ventall de freqüències que passen:
{\displaystyle f={1 \over 2\pi \tau }={1 \over 2\pi RC}}
On f es mesura en hertzs, τ en segons, R en ohms i C en farads.

Esquema, diagrama de Bode, forma d'ona i fasor d'un filtre passaalt

El circuit produeix un desfasatge en el senyal, tal com es pot veure a la figura. Aquest, depèn de la freqüència f del senyal:

{\displaystyle \theta \ =\tan ^{-1}{\frac {f_{c}}{f}}}

## Filtre passaalt sense atenuació total
Aquest filtre consisteix en substituir el condensador anterior per un sistema d'un condensador i una resistència en paral·lel.
En aquest cas, la funció de transferència queda:
{\displaystyle H(s)={H_{0}(s+z_{1}) \over (s+p_{1})}}

## Funció de transferència bipolar
Quan estem treballant amb filtres passaalt de segon orde és útil treballar amb la funció de transferència bipolar següent:
{\displaystyle H(s)={b_{2}s^{2} \over s^{2}+2\xi \omega _{0}s+\omega _{0}}}
On:
ξ és el factor d'amortiment.
ω0 és la freqüència de tall (rad/s).
Que és la funció de transferència dels passaalt de segon orde.

## Aplicacions
Una possible aplicació del filtre pot ser la de redirigir les altes freqüències cap a un altaveu de sons aguts en sistemes de so, perquè els sons greus (amb freqüències baixes) no afectin la qualitat del senyal. Utilitzant un filtre passabaix es pot redirigir aquest so greu cap a altaveus preparats per a reproduir aquesta mena de sons.
Els filtres passaalt i passabaix s'utilitzen en el processament digital d'imatges per a dur a terme transformacions en l'espai de freqüències.
La majoria de filtres passaalt no tenen guany en corrent continu. Per això un filtre passaalt amb una molt baixa freqüència de tall poden ser usats per bloquejar la constant continua no desitjada d'un senyal, mentre permet el pas a la resta de senyals.

### Imatge
Els filtres passa-alts es fan servir en el processament digital de les imatges amb software d'edició per realitzar transformacions en el domini freqüencial. L'anomenada màscara d'enfocament utilitzada en software d'edició és un filtre passaalt. L'algoritme d'aquest filtre el podem entendre com un filtre el qual ressalta els píxels que tenen valors que són diferents dels seus píxels veïns.